# Wspólnota administracyjna Bad Wildbad
Wspólnota administracyjna Bad Wildbad – wspólnota administracyjna (niem. Vereinbarte Verwaltungsgemeinschaft) w Niemczech, w kraju związkowym Badenia-Wirtembergia, w rejencji Karlsruhe, w regionie Nordschwarzwald, w powiecie Calw. Siedziba wspólnoty znajduje się w mieście Bad Wildbad, przewodniczącym jej jest Klaus Mack.
Wspólnota administracyjna zrzesza jedno miasto i dwie gminy wiejskie:
- Bad Wildbad, miasto, 10 521 mieszkańców, 105,26 km²
- Enzklösterle, 1 186 mieszkańców, 20,20 km²
- Höfen an der Enz, 1 651 mieszkańców, 9,08 km²